# Isabel Augusta de Reuss Greiz
Isabel Augusta de Reuss Greiz va néixer a Oberschloss (Suïssa) el 7 d'agost de 1752 i va morir a Hachenburg (Alemanya) el 10 d'octubre de 1824. Era filla del comte Enric XI de Reuss-Obergreiz (1722-1800) i de la comtessa Conradina de Reuss-Kostritz (1719-1770).
L'1 de juny de 1771 es va casar a Obergreiz amb Guillem Jordi de Kirchberg
(1751-1777), fill de Guillem Lluís de Kirchberg (1709-1751) i de la comtessa Lluïsa de Salm-Dhaun (1721-1791). D'aquest matrimoni en nasqué:
- Lluïsa Isabel de Kirchberg (1772-1827), casada amb el príncep Frederic Guillem de Nassau-Weilburg (1768-1816).